# Transportes públicos de Genebra
Transportes públicos de Genebra, ''TPG   (em francês:  Transports publics genevois) é uma empresa pública autónoma de transportes públicos da região genebrina fundada a 1º  de janeiro de 1977 (48 anos). A sua frota é composta de elétricos (bondes),  troleicarros  e   autocarros, que também circulam nos departamentos franceses de Ain e da Alta Sabóia.

## História
Já no fim do Século XIX, Genebra tinha uma importante rede de elétricos cuja tracção tanto podiam ser eléctrica, a vapor, ou hipomóvel que pertenciam ou á " Compagnie générale des tramways suisses (TS)" ou á "Société genevoise des chemins de fer à voie étroite (VE)". Estas companhias fundiram-se para formarem a 11  de agosto de 1899 a "Compagnie genevoise des tramways électriques" (CGTE) dotada de um capital de 5 milhões de francos suíços.
Foi em 1  de janeiro de 1977 que a CGTE, se tornou depois de uma iniciativa popular aprovada pelo Grande Conselho nos actuais Transportes públicos de Genebra a partir da antiga Companhia Genebrina dos Tramways Eléctricos (CGTE).

## Rede
Em Fevereiro de 2014 a frota era composta por :
- 221 autocarros ou minibus
- 104 elétricos
- 80 troleicarros

N.B. A versão francesa mantém uma lista das linhas dos TPG  em fr:Liste des stations du tramway de Genève

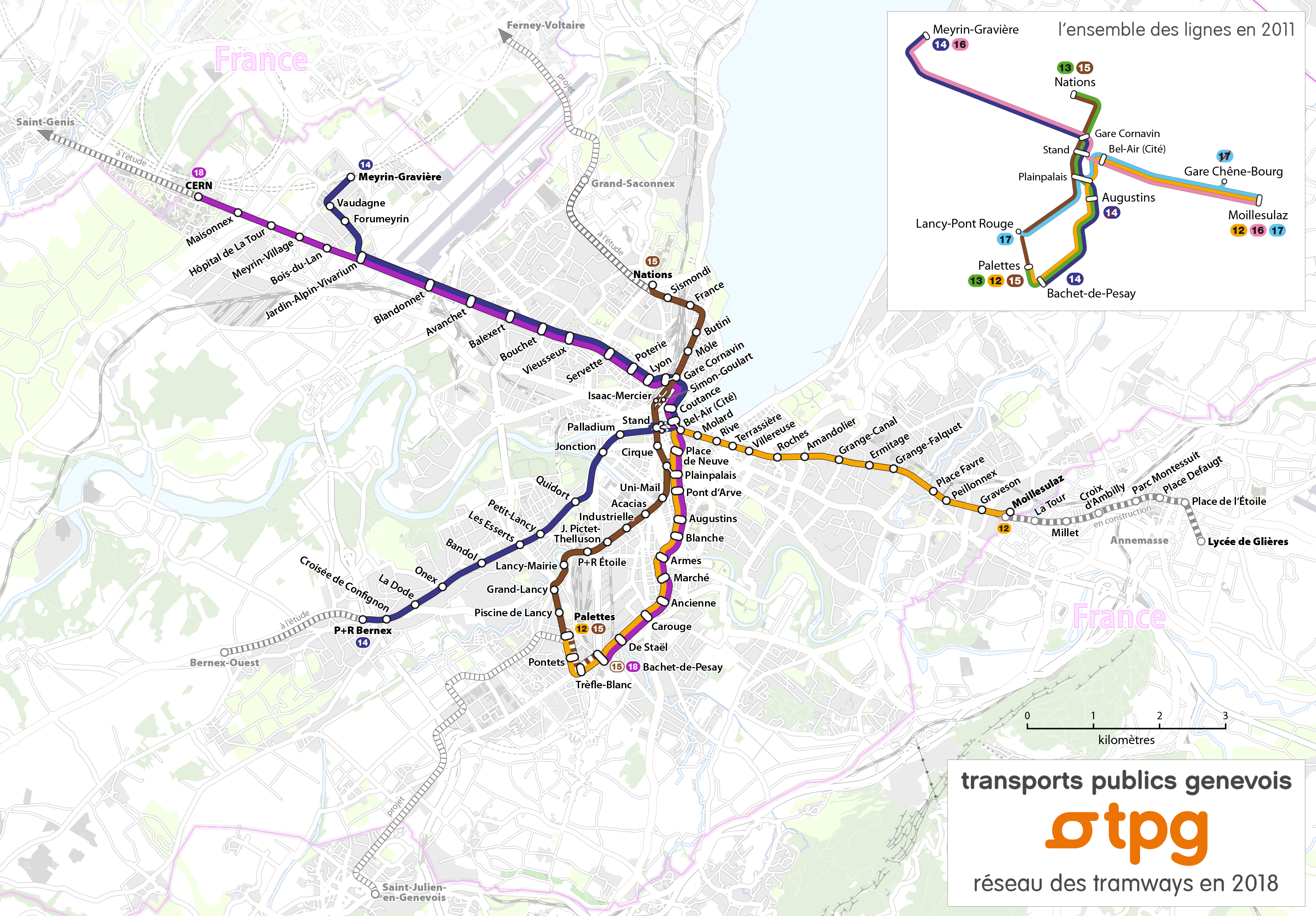
Rede de eléctricos em 2017
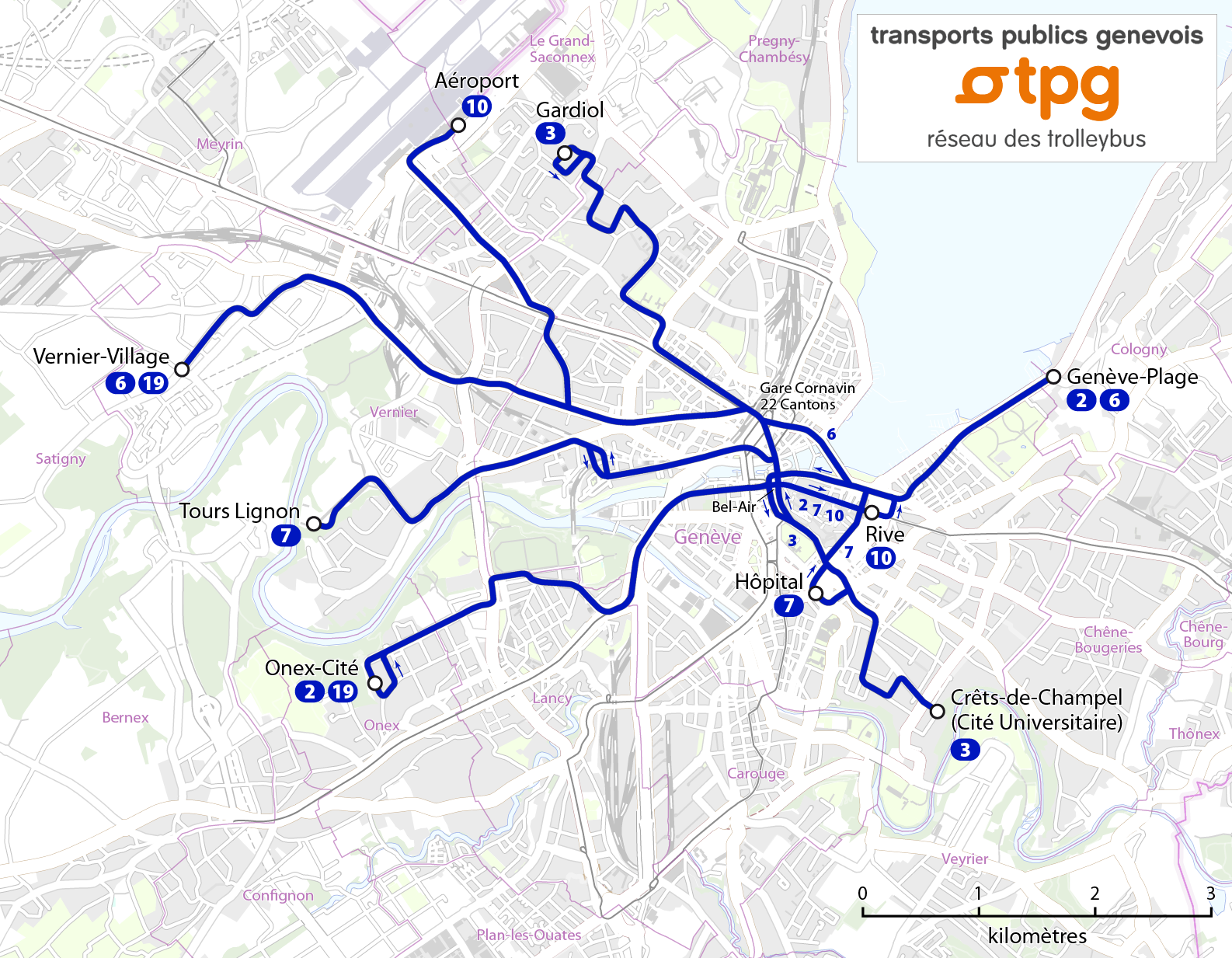
Rede de troleicarros em 2017

### Imagem
Animação mostrando a evolução da rede
Em 2014 havia um total de 27 linhas .

## RER
O RER franco-valdo-genebrino  é o projecto de uma RER Suíça que pretende fazer a ligação ferroviária entre a França (franco) o cantão de Vaud (valdo) e o Estado de Genebra (genebrino).
Os trabalhos começaram em 2011 e devem terminar em Dezembro de 2017.

## Unireso
Associados com os TPG encontram-se os CFF e as Mouettes genevoises, uma sociedade que gere a navegação entre as margens do lago Lemano dentro do perímetro da cidade de Genebra. Para facilitar as deslocações foi criado em 2001 o sistema chamado Unireso (rede única), uma comunidade com um tarifário integrado e á qual se vieram juntar os TPN de Nyon, os TAC de Annemasse (França)